# Louis Nicolas Dubois

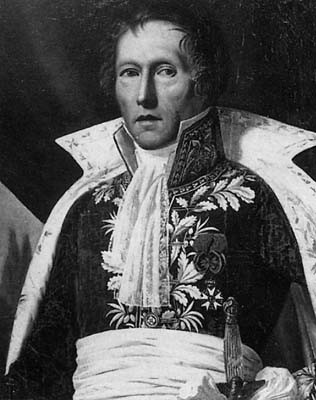
Louis Nicolas Dubois

Louis Nicolas Pierre Joseph, conde Dubois (Lille, 20 de abril 1758 - Paris, 25 de dezembro de 1847), foi um magistrado francês, primeiro Ministro da Polícia daquele país.